# Северо-Борнейская операция
Северо-Борнейская операция, кодовое название — OBOE-SIX — серия боёв между войсками союзников и Японии на тихоокеанском театре военных действий, происходивших 10 июня — 15 августа 1945 года. Составная часть Борнейской операции.

## Военно-оперативная ситуация и план операции
Северо-Борнейская операция, известная также под кодовым названием OBOE-SIX, была составной частью второй фазы Борнейской операции союзников, направленной на захват острова Борнео, в 1942 году оккупированного Японской империей. Ранее этот регион был колониальным владением Британской империи. Оккупировав регион, японцы использовали его нефтяные ресурсы для своих военных нужд. Население острова жестоко эксплуатировалось. Это привело к крупному восстанию в Джесселтоне в 1943 году. Оно было жестоко подавлено японцами и привело к большим жертвам среди гражданского населения.
Первая фаза операции союзников на Борнео началась в мае 1945 года когда бригада австралийских и американских солдат высадилась на острове Таракан, к северо-востоку от Борнео. Северо-Борнейская же операция была спланирована командованием Юго-западного штаба Тихоокеанского фронта под общим руководством генерала Дугласа Макартура. В ходе операции войска союзников должны были создать передовую базу для Британского тихоокеанского флота в Брунейском заливе, что дало бы основным подразделениям тихоокеанской армии возможность создать порт для кораблей глубокой посадки и организовать последующие военно-морские операции. В дальнейшем войска должны были захватить японские запасы нефти и каучука и, наконец, восстановить британскую администрацию в регионе. Кроме этого планировалось построить военный аэродром на Лабуане, который было необходимо защитить после захвата Брунейского залива. Ещё на этапе планирования операции высшее командование союзников разошлось во мнении о необходимости проведения операции. Британский штаб полагал, что разработка и обеспечение безопасности региона займёт слишком много времени, чтобы в дальнейшем его можно было эксплуатировать. Они также были обеспокоены тем, что это должно было отвлечь Тихоокеанский флот от основного театра военных действий у берегов Японии. Вместо этого британцы предлагали создать базу для флота на Филиппинах. Однако Объединённый комитет начальников штабов США одобрил операцию, предполагая, что она сыграет на руку будущим боевым действиям в Юго-Восточной Азии.
Начиная с марта 1945 года в рамках подготовки к высадке австралийский Департамент разведывательных служб начал операцию «Агас» на северном Борнео и операцию «Семут» в Сараваке — тайные операции по сбору информации и организации местных племён даяков для проведения партизанских операций после проведения основной высадки. В конечном счёте в ходе первой операции были сформированы пять отрядов, а в ходе второй — четыре. 3 мая началась предварительная бомбардировка северного Борнео австралийской и американской авиацией. К 5 июня она была сосредоточена на основных районах высадки. Тем временем тральщики начали расчищать морские пути для крупной военно-морской оперативной группы союзников, которая должна была поддержать операцию. Эти силы, получившие наименование «Оперативно-тактическая группа 78.1» состояли из кораблей военно-морского флота США и Австралии под командованием контр-адмирала Форреста Рояла. Согласно первоначальному плану союзников, Северо-Борнейская операция должна была начаться в конце мая, однако из-за нехватки транспортных судов переброска войск на основную базу на Моротае была отложена до начала июня.

### Силы сторон
По разным данным союзники направили на Северное Борнео от 29 до 30 тысяч человек, при этом большинство сухопутных войск вошли в состав 9-й австралийской дивизии под командование генерал-майора Джорджа Вуттена. 9-я дивизия состояла из трёх бригад: 20-й, 24-й и 26-й, однако в боях по большей части участвовали только первые две, поскольку третья была задействовала в районе Таракана. Частично она состояла из ветеранов Второй группировки австралийских имперских сил, которые ранее участвовали в боях в Северной Африке, на Ближнем Востоке и Новой Гвинее. До начала боёв на Борнео дивизия была расквартирована на плато Атертон в австралийском штате Квинсленд. В ней наблюдалась высокая «текучесть кадров»: после кампании на полуострове Хуон значительное число солдат было уволено в запас по медицинским показаниям или переведено в другие части. Помимо сухопутных частей Австралии союзная группировка войск располагала кораблями военно-морского флота США и королевского флота Австралии, а также корпусом морской пехоты США. С воздуха поддержку обеспечивали тактические отряды Королевских военно-воздушных сил Австралии (англ. Royal Australian Air Force, RAAF), а также 13-й тактический корпус ВВС США. В составе группировки на Борнео также находились два вспомогательных отряда, 727-й батальон тракторов-амфибий, укомплектованный «Амтрэками» и 593-й инженерный батальон.
По оценкам разведки союзников, на Борнео находилось около 31 тысячи японцев, из них около 8800 человек — в северной его части. 37-армия Японии под командованием генерал-лейтенанта Масао Баба, которая должна была защищать регион высадки, расположилась в Джесселтоне. В состав армии входили элементы 56-й отдельной смешанной бригады, состоящей из шести батальонов (с 366-го по 371-й), а также один отдельный батальон под командованием генерал-майора Тадзиро Акаси. Военачальник прибыл на Борнео в конце 1944 года когда войска уже были реорганизованы для защиты региона от высадки союзников.

## Ход операции
10 июня 1945 года два батальона австралийской 24-й бригады вместе с ротой танков «Матильда» высадились на острове Лабуан. В это же время два батальона австралийской 20-й бригады, также вместе с ротой танков «Матильда», высадились на острове Муара и прилегающем полуострове.
Благодаря мощным бомбардировкам и артиллерийской поддержке с моря высадка австралийцев под Муарой прошла без сопротивления противника: японцы предпочли сами очистить побережье и отступить вглубь территории. Заняв Брукетон, австралийцы двинулись на Бруней и захватили город 13 июня. 20 июня в Тутонге высадился третий батальон 20-й бригады, и австралийцы двинулись через Мири и Сериа на юго-запад, к Кучингу. В Серии было обнаружено 37 горящих нефтяных скважин, подожжённых защищающимися японцами; для тушения скважин пришлось вызвать сапёров, у которых эта работа заняла три месяца. Захватив указанные ей цели, 20-я бригада перешла к патрулированию территории.
На Лабуане японцы отошли на укреплённые позиции и приготовились дать там отпор Союзникам. Австралийская атака 14 июня была отбита, и перед следующим наступлением на японцев была проведена пятидневная бомбардировка их позиций с моря и воздуха. К 21 июня Лабуан был очищен от японцев.
16 июня австралийский батальон высадился в северо-восточной части Брунейского залива, и начал продвижение к находящемуся в 23 км в глубине территории Бофорту. В связи с трудностью ведения боевых действий на ведущей к городу железной дороге войска продвигались по реке Клиас и реке Падас. В рамках поддержки наступления 19 и 23 июня были высажены дополнительные силы, также начавшие продвижение на Бофорт, который, как предполагалось, обороняют от 800 до 1000 японцев. 27 августа австралийские войска атаковали и взяли город, отразив следующей ночью шесть японских контратак. 29 июня японцы начали отход, австралийцы же задержались, ожидая подкреплений, и возобновили наступление 6 июля. Исходя из общей стратегической ситуации было решено продвигаться медленно и осторожно, избегая ненужных потерь. 12 июля был взят Папар, после чего операция завершилась.

## Результаты
В ходе операции австралийцы потеряли 114 человек убитыми или умершими от ран, 221 человек был ранен. Японцы потеряли как минимум 1234 человека, 130 японцев попало в плен.
В связи с капитуляцией Японии в середине августа планировавшееся вторжение на Японские острова так и не состоялось, и стратегические цели Северо-Борнейской операции так и остались невостребованными. Это дало основание после войны для заявлений о её ненужности, о «ненужных потерях».
По окончании боевых действий австралийские части занялись восстановлением разрушенной в ходе войны инфраструктуры и обеспечением деятельности британской гражданской администрации. В связи с тем, что в Северном Борнео находилось большое количество японских войск (в октябре 1945 года их численность оценили в 21 тысячу), австралийской 9-й дивизии пришлось решать задачи по обеспечению их капитуляции, размещению военнопленных, обеспечению их питанием и т. п. Под Кучингом размещался японский лагерь для военнопленных, из которого было освобождено большое количество солдат Союзников — забота о них также легла на плечи австралийцев.
Австралийская 9-й дивизия оставалась на Северном Борнео до января 1946 года, когда её сменила 32-я индийская бригада.